# Phyllodactylus sentosus
El gecko de Lima (Phyllodactylus sentosus) es una especie de lagartija. Se distribuye en la ciudad de Lima. Tiene 5.5 centímetros de  máxima longitud desde la punta del hocico a la cloaca y un peso máximo registrado de 5 gramos. Se alimentan principalmente de insectos, arañas y ácaros. La especie se encuentra en Libro rojo de la fauna silvestre amenazada en el Perú.